# Lotilia graciliosa
Espèce
Lotilia graciliosa est une espèce de poissons de la famille des gobiidés.

## Habitat et répartition
Lotilia graciliosa est présent en Indo-Pacifique de la mer Rouge jusqu'à l'ouest de l'océan Pacifique.